# Juan Bautista Rodríguez
Juan Bautista Rodríguez est l'une des huit paroisses civiles de la municipalité de Jiménez dans l'État de Lara au Venezuela. Sa capitale est Quíbor, chef-lieu de la municipalité.

## Géographie

### Démographie
Hormis sa capitale Quíbor, chef-lieu de la municipalité, la paroisse civile comporte plusieurs localités, dont :
- El Cerrito
- Guadalupe
- Quíbor
  - Urbanización Jacinto Lara
  - Urbanización La Guadalupina
  - Urbanización Playa Bonita
- San Antonio